# بزرگسالان در اتاق
بزرگسالان در اتاق (یونانی: Ενήλικοι στην αίθουσα) فیلم فرانسوی-یونانی ساخته‌شده در سال ۲۰۱۹ به کارگردانی کوستا گاوراس است. این فیلم اقتباسی از کتاب « بزرگسالان در اتاق: نبرد من با اِلیت اروپا »  اثر یانیس واروفاکیس دربارهٔ نجات یونان از بحران اقتصادی در سال ۲۰۱۵ است. این اولین فیلم بلند گاوراس است که در یونان فیلمبرداری شده‌است.

## خلاصه فیلم
این فیلم بحران بدهی دولتی یونان (Greek government-debt crisis) و کمک‌های مشکوک به این کشور توسط شرکای گروه یورو (Eurogroup) را بر اساس کتابی به همین نام نوشته یِ یانیس واروفاکیس که در زمان نخست وزیریِ آلکسیس سیپراس وزیر داراییِ کابینه یِ او بود روایت می‌کند. این گروه خواستار امضایِ «یادداشت تفاهم» (در فیلم به نامِ MoU)  است که یونان را ملزم می‌کند بدون قید و شرط از دستورهای تروییکا پیروی کند. در آن زمان اما واروفاکیس از این دستور سر باز زد و تمامِ وقت مشغول چانه زنی‌ و ارایه طرح‌های کابینه مبنی بر نجات یونان از ورشکستگی، بدون زیر بار رفتنِ شرایطِ تحمیلیِ یکطرفه یِ تروییکا شد.

## بازیگران
| بازیگر              | نقش                                                       |
| ------------------- | --------------------------------------------------------- |
| کریستوس لولیس       | یانیس واروفاکیس، وزیر دارایی یونان                        |
| الکساندروس بوردومیس | آلکسیس سیپراس، نخست‌وزیر یونان                             |
| اولریش توکور        | ولفگانگ شویبله، وزیر دارایی آلمان                         |
| دان اِسخیورمانس      | یرون دَیسلبلوم، رئیس هیئت مدیره گروه یورو (Eurogroup)      |
| ژوزیان پانسون       | کریستین لاگارد، رئیس صندوق بین‌المللی پول                  |
| والریا گولینو       | دانایی اِستراتو، همسر واروفاکیس                            |
| اورلیان رکوان       | پی یِر مُسکُویچی، کمیسر اقتصادی و مالی‌ کمیسیون اروپا         |
| وَنسان نیمِت          | میشل ساپَن، وزیر اقتصاد و دارایی فرانسه                    |
| فرانچسکو آکوارولی   | ماریو دراگی، رئیس بانک مرکزی اروپا                        |
| گئورگ لِنتس          | رئیس تروییکای اروپایی                                     |
| تِرِور سلرز           | ژان کلود یونکر، رئیس کمیسیون اروپا (رئیس پیشین گروه یورو) |